# Clara Immerwahr
Clara Immerwahr (Polkendorf, Breslau, 1870. június 21. – Berlin-Dahlem, 1915. május 2.) német kémikus, az első nő, aki egyetemen doktorált Németországban. Síkra szállt a békéért és a nők jogaiért.

## Életrajza
A kémikus Dr. Phillipp Immerwahr és Anna Krohn legfiatalabb lánya a Breslaui Egyetemen végzett tanulmányai után magna cum laude kitüntetéssel doktorált – első nőként Németországban. Disszertációját Richard Abeggnél írta.
1901-ben férjhez ment Fritz Haberhez, a házasságból egy fiú született, Hermann. Férje az első világháború során csatlakozott a "Kémiai Hadászati Szolgálathoz" (Strategischdienst für Chemie), aminek 1916-ban igazgatója lett, ahol elkezdődött a gázfegyverek kifejlesztése. Intézete a hadsereg számára titkos kutatásokat végzett. A klórgázzal végzett kísérleteket egy üzemi baleset igazolta, amelynek következtében a kiszabadult mérgesgáz saját munkatársának fulladásos halálát okozta.
Clara Immerwahr mélyen elítélte férje militarista alapállását, amellyel  a tudományt a tömeggyilkosság eszközévé tette. Tevékenységét a nyilvánosság előtt a tudomány perverziójának nevezte. Amikor férjét 1915-ben előléptették az  Yperni „sikeres” klórgáz-bevetés után, Clara Immerwahr férje szolgálati fegyverével öngyilkos lett,  ezzel tüntetve a kémiai tömeggyilkoló fegyverek ellen.

## Clara Immerwahr-kitüntetés
1991-ben  az Orvosok Nemzetközi Szervezete a Nukleáris Háború Megelőzéséért (International  Physicians for the Prevention of Nuclear War, IPPNW ) először osztott ki Clara Immerwahr-érmet. Ezzel a kitüntetéssel olyan személyeket  tisztelnek meg, akik munkahelyükön, munkájuk folyamán aktívan tevékenykednek a háború, a fegyverkezés és az emberi élet alapjait veszélyeztető dolgok ellen.
Az alábbi személyek részesültek a kitüntetésben:
- Heinz Friedrich (1991)
- Helmuth Prieß (1992)
- Roland Schlosser (1994)
- Michael Bouteiller (1996)
- Dr. Heinz Loquai (2001)
- Christa Lörcher (2002)
- Osman Murat Ülke (2007)